# Tempio del Principio (Quanzhou)
Il Tempio del Principio (Cinese semplificato: 开元寺; Cinese tradizionale: 開元寺; pinyin: Kāiyuán Sì; Pe̍h-ōe-jī: Khai-gôan-sī, il nome letteralmente significa principio di un'epoca) si trova in via Xi, distretto di Licheng, nella città di Quanzhou, provincia del Fujian, Cina. Espressione del Buddismo cinese, è stato costruito durante la dinastia Tang. Nel 1982 è stato incluso nel secondo raggruppamento dei Principali siti patrimonio culturale chiave protetti a livello nazionale e nello stesso anno è stato incluso all'interno dei Templi buddisti chiave a livello nazionale nell'area cinese Han. I cinque Tathāgatha, espressione del Buddismo Esoterico cinese, sono le figure venerate all'interno della sala Mahavira. Nel 2021 il tempio, insieme ad altri siti nei dintorni di Quanzhou, sono stati iscritti all'interno della lista dei patrimoni UNESCO, vista l'importanza ricoperta dalla città nel commercio marittimo di età medievale e la testimonianza che rappresenta dello scambio globale di idee e cultura. Il tempio è uno dei rari casi in Cina a includere monumenti indù, lasciati in eredità dai commercianti provenienti dall'India meridionale.

## Storia

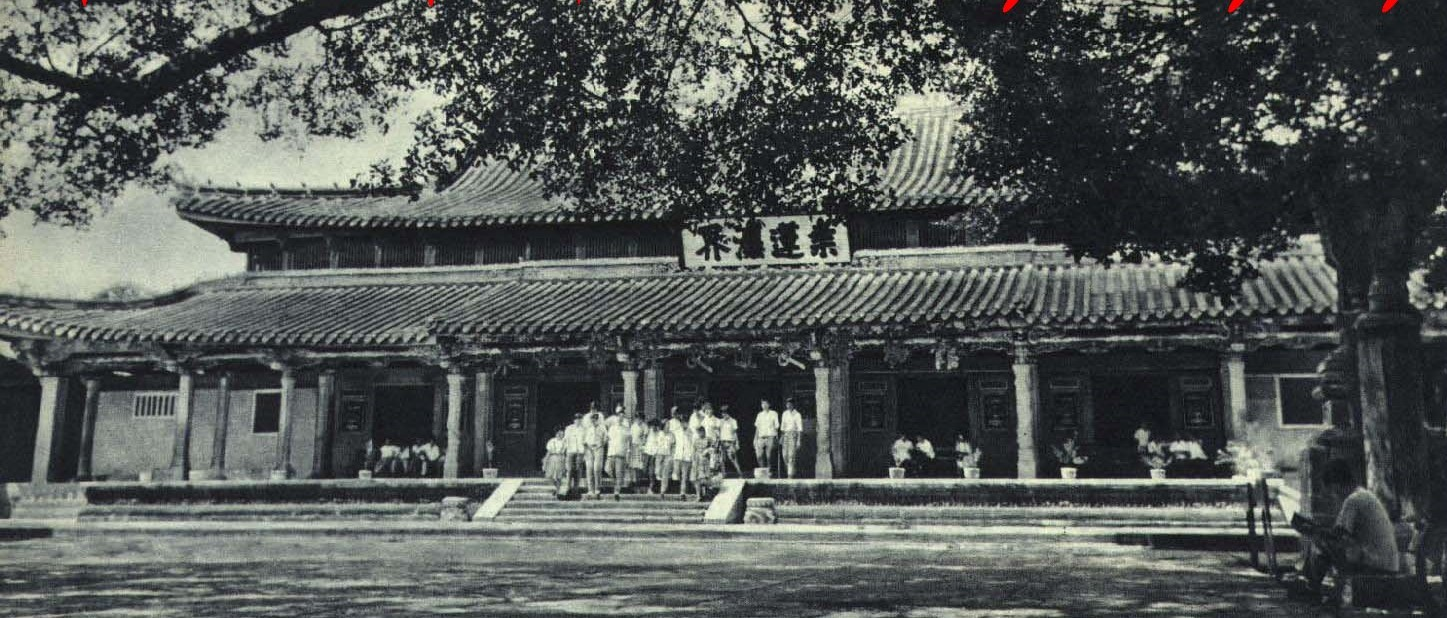
Tempio del Principio nel 1963 (Quanzhou)

Il tempio del Principio fu costruito nel 686 d.C (corrispondente al 2º anno del periodo Chui Gong della Dinastia Tang). La leggenda narra che uno tra gli uomini più ricchi di Quanzhou, Huang Shougong (黄守恭), dopo aver sognato dei fiori di loto che crescevano dagli alberi di gelso, avesse costruito un tempio sul giardino di gelsi, originariamente chiamato il "Tempio del Loto" (莲花寺). Nel 692 (1º anno del periodo Changshou), il nome cambiò in "Tempio della Via per la Prosperità" (兴教寺), e nel 705 (1º anno del periodo Shenlong fu nuovamente modificato in "Tempio della Prosperità del Drago" (龙兴寺). Nel 738 (26º anno del periodo Kaiyuan, l'imperatore Xuanzong della dinastia Tang, ordinò a tutti gli stati dell'impero di costruire un tempio col nome di quel periodo di regno ovvero Kaiyuan (开元寺) e così fu ribattezzato pure il suddetto tempio. Nell'897 (4º anno del periodo Qianning, Wang Shengui ne effettuò la ricostruzione. Nel 1155,(25º anno del periodo Shaoxing, Dinastia Song meridionale) fu distrutto e ricostruito. Durante la dinastia Yuan fu nominato il "Tempio del Principio dell'eterno Zen". Nel 1357 (17º anno del periodo Zhizheng) fu nuovamente distrutto. Nel 1389 (22º anno del periodo Hongwu, Dinastia Ming, fu ricostruito ad opera del monaco Huiyuan. Nel 1408 (6º anno del periodo Yongle) fu ampliato. Nel 1594 (22º anno del periodo Wanli) fu ricostruito nel 1637 (10º anno del periodo Chongzhen), alcuni generali come Zheng Zhilong (郑芝龙) ne ricostruirono la sala principale.

## Architettura

### Disposizione
Il Tempio del Principio vista la sua area di 78 mila m² è considerato un tempio di grandi dimensioni. Sull'asse centrale si trovano il Muro della Nuova Purpurea (紫云屏), la Porta della Montagna (ovvero la Sala dei Quattro Re Celesti, il padiglione del culto, la Sala Mahavira, l'Altare dell'Astinenza dal Nettare (甘露戒坛) e il Padiglione dei Sutra (藏經閣). A est si trovano la Pagoda della Stabilità Imperiale (镇国塔), il Dānapati (Tempio dei donatori, 檀越祠) e il Tempio Zen dedicato alla dea Cundī (准提禅院). A ovest ci sono la Pagoda dell'eterna virtù (仁寿塔), la Sala della Buona Azione (仁寿塔), il Cortile del Santo Buddha (尊圣院), il Monumento dedicato ai gelsi e al loto (桑莲古迹).

### La Porta della Montagna (Sala dei Quattro Re Celesti)
La Porta della montagna del Tempio del Principio e la Sala dei Quattro Re Celesti (天王殿) sono riunite all'interno dello stesso edificio che fu costruito nel 1925 (14º anno dalla fondazione della Repubblica Cinese). I pilastri in pietra nella sala sono caratterizzati da una sagoma fusiforme, sulla loro superficie si trova iscritto il seguente distico: "Questo luogo in antichità era chiamato il Regno del Buddismo, e le sue strade erano colme di santi", scritto da Zhu Xi per conto del Maestro Hongy.

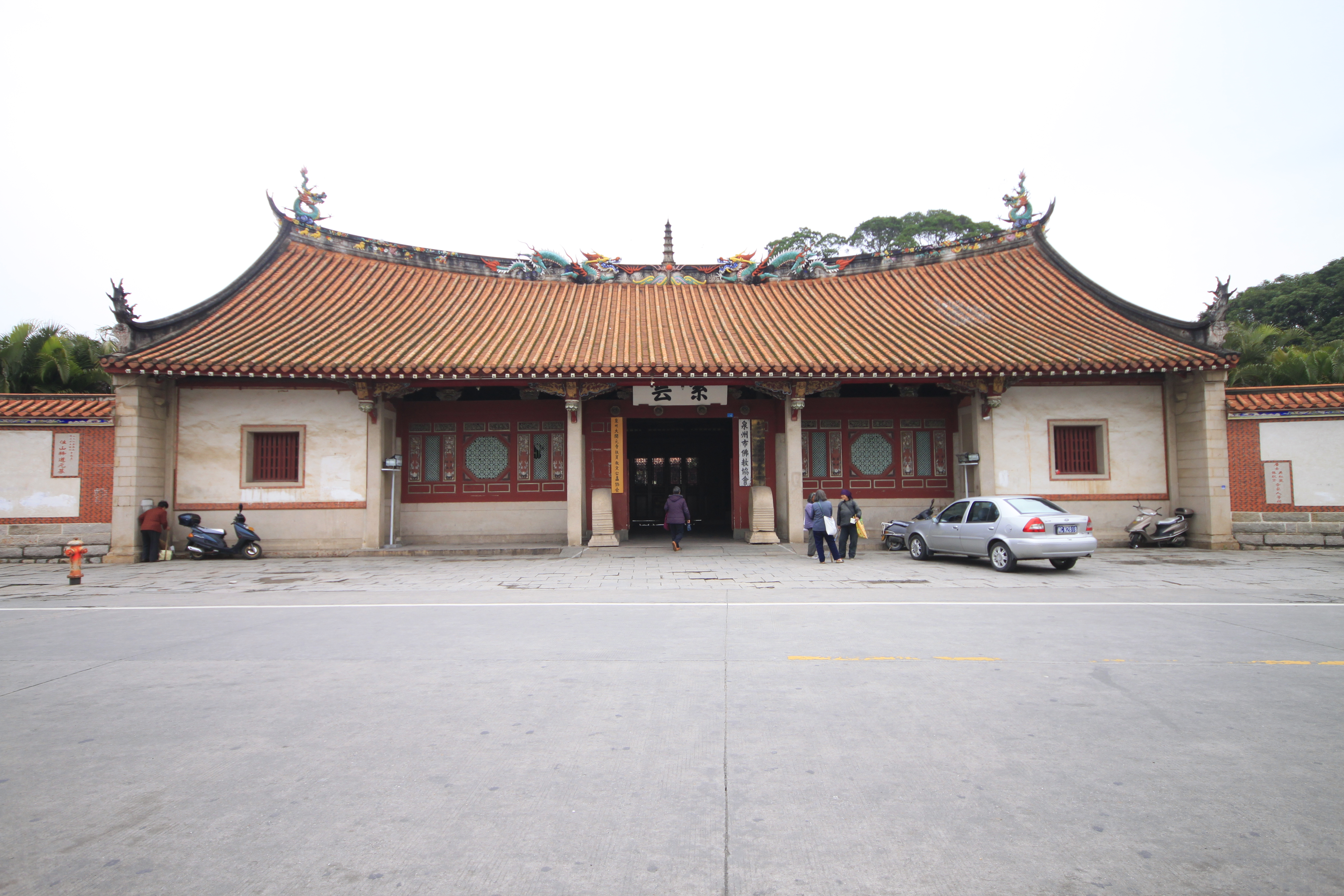
Porta della Montagna

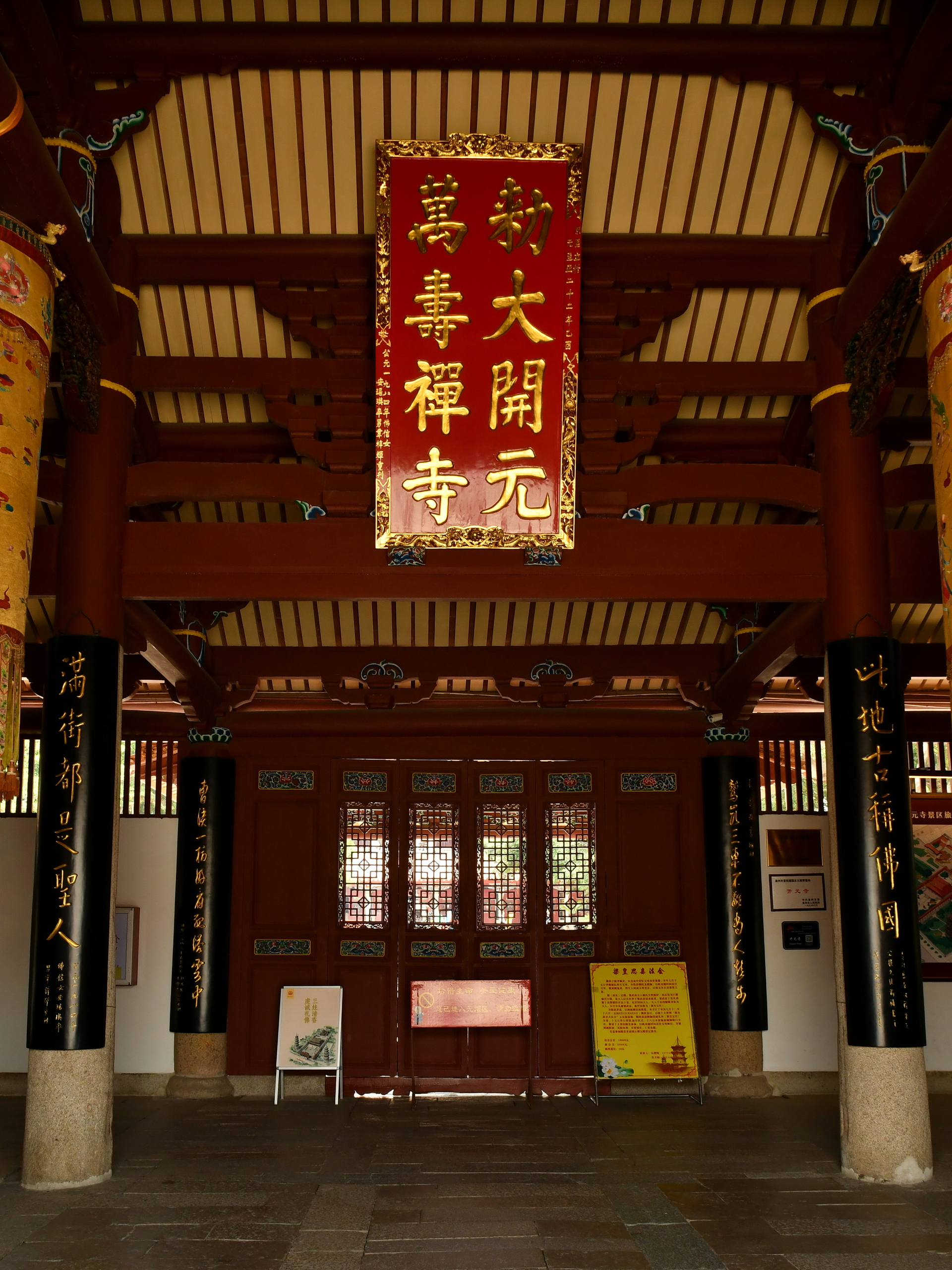
Araldo verticale nella Sala dei Quattro Re Celesti

### La Sala Mahavira
La Sala Mahavira (大雄宝殿), conosciuta anche come la grande sala della Nuvola Purpurea (紫云大殿), è l'edificio principale del Tempio del Principio e fu costruita nel 1637 (10º anno del periodo Chongzhen, Dinastia Ming. Il salone principale è largo nove vani e profondo sei, la superficie dell'edificio è pari a 1.338 m², il tetto ricurvo raggiunge un'altezza totale di 20 metri. Sul lato anteriore il sottotetto presenta una targa orizzontale su cui sono scritti i quattro caratteri "桒莲灋界" ("Diffondere in tutto il mondo la legge del Loto"). La sala costruita con colonne a mezza altezza, annovera un totale di 86 grandi pilastri in pietra a sostegno della struttura in legno con travi rialzate. La stessa è conosciuta come la "Sala dei Cento Pilastri" (百柱殿). Ci sono un totale di 76 mensole dougong nella sala, distribuite lungo la circonferenza e lungo la sezione anteriore tra i due tetti. Le stesse sono ornate con ventiquattro "musicisti volanti", che includono Kalaviṅka (uccelli melodiosi buddisti, 迦陵频伽), apsara (飞天) e angeli cristiani, tutti squisitamente scolpiti.

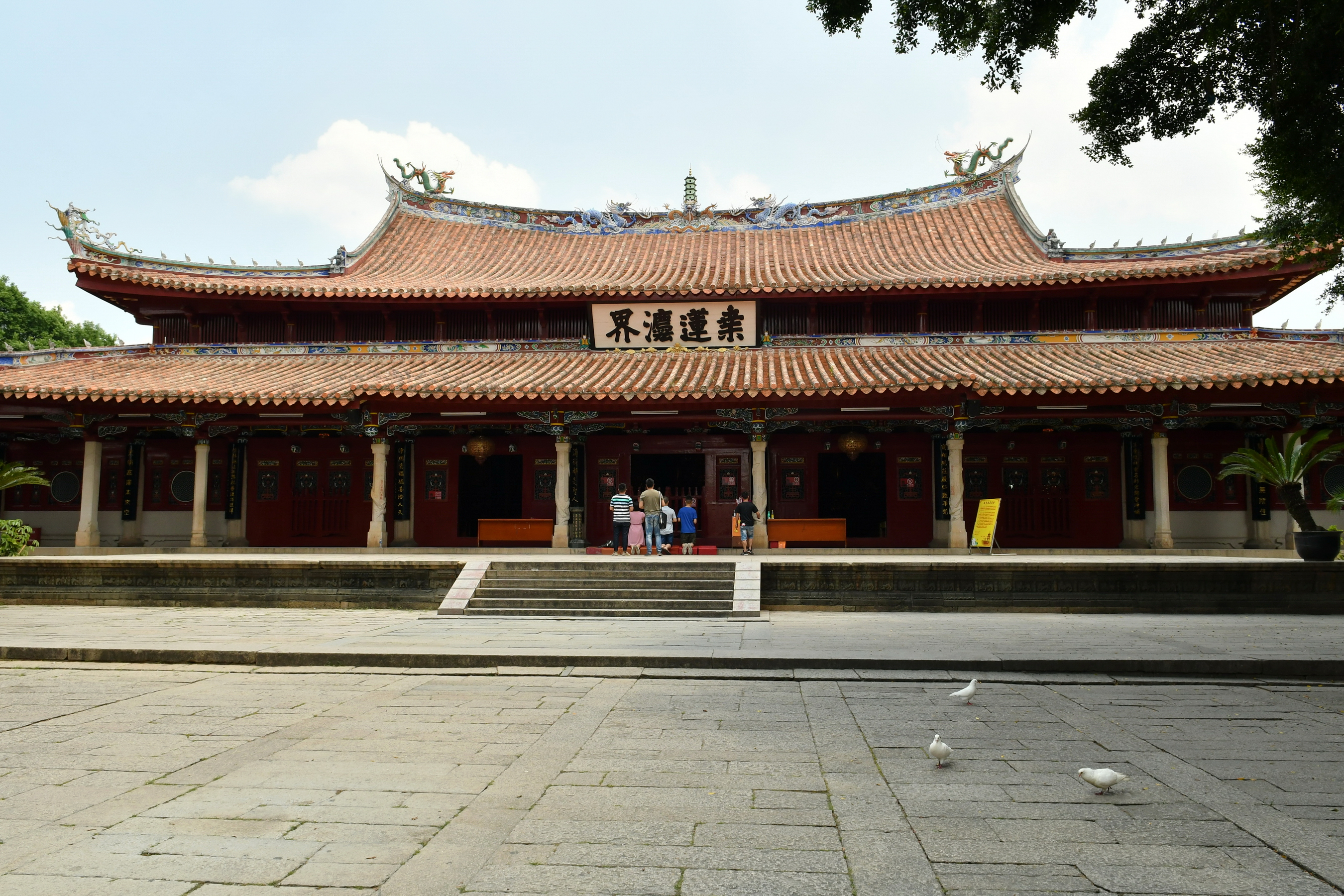
Lato meridionale della Sala Mahavira

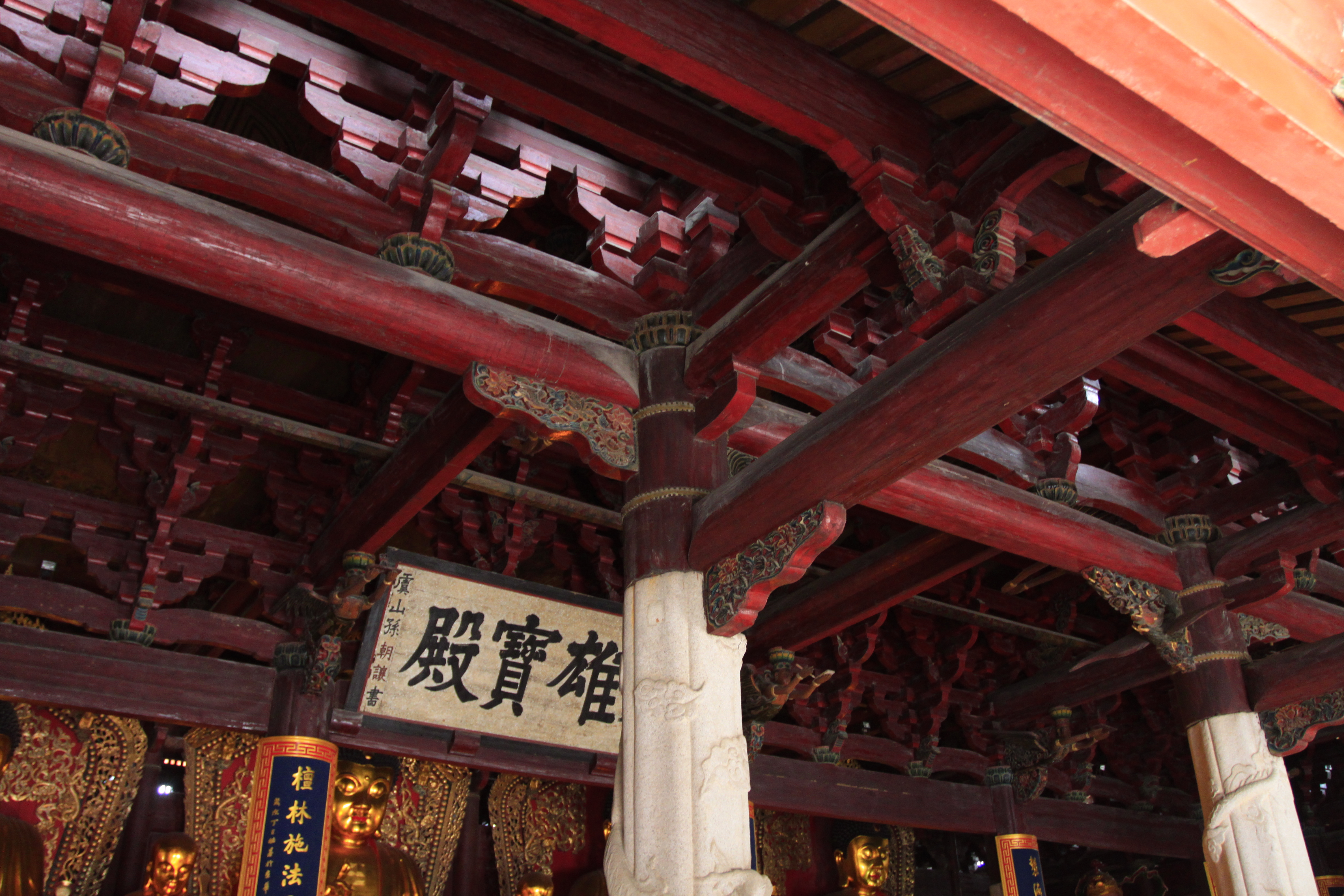
Architrave del sottotetto nella Sala Mahavira

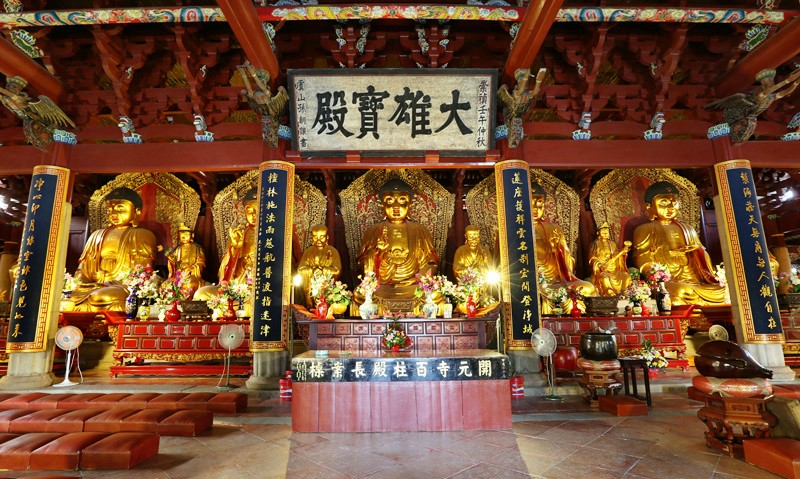
Gruppo dei Buddha delle Cinque Direzioni all'interno della Sala Mahavira

### Altare dell'Astinenza dal Nettare
L'Altare dell'Astinenza dal Nettare (甘露戒坛) fu costruito durante Dinastia Song e ricostruito alla fine della Dinastia Ming. Presenta un tetto ricurvo a guglie ottagonali ed è circondato da un corridoio sui quattro lati. L'edificio copre un'area di 645 m² ed è strutturato su cinque livelli, il più alto è dedicato alla scultura in legno del Buddha Lushena ed è risalente alla Dinastia Ming. L'Altare dell'Astinenza dal Nettare, il Tempio dell'Astinenza di Pechino e il Tempio della Limpida Celebrazione di Hangzhou sono anche conosciuti come i tre principali altari buddisti in Cina.

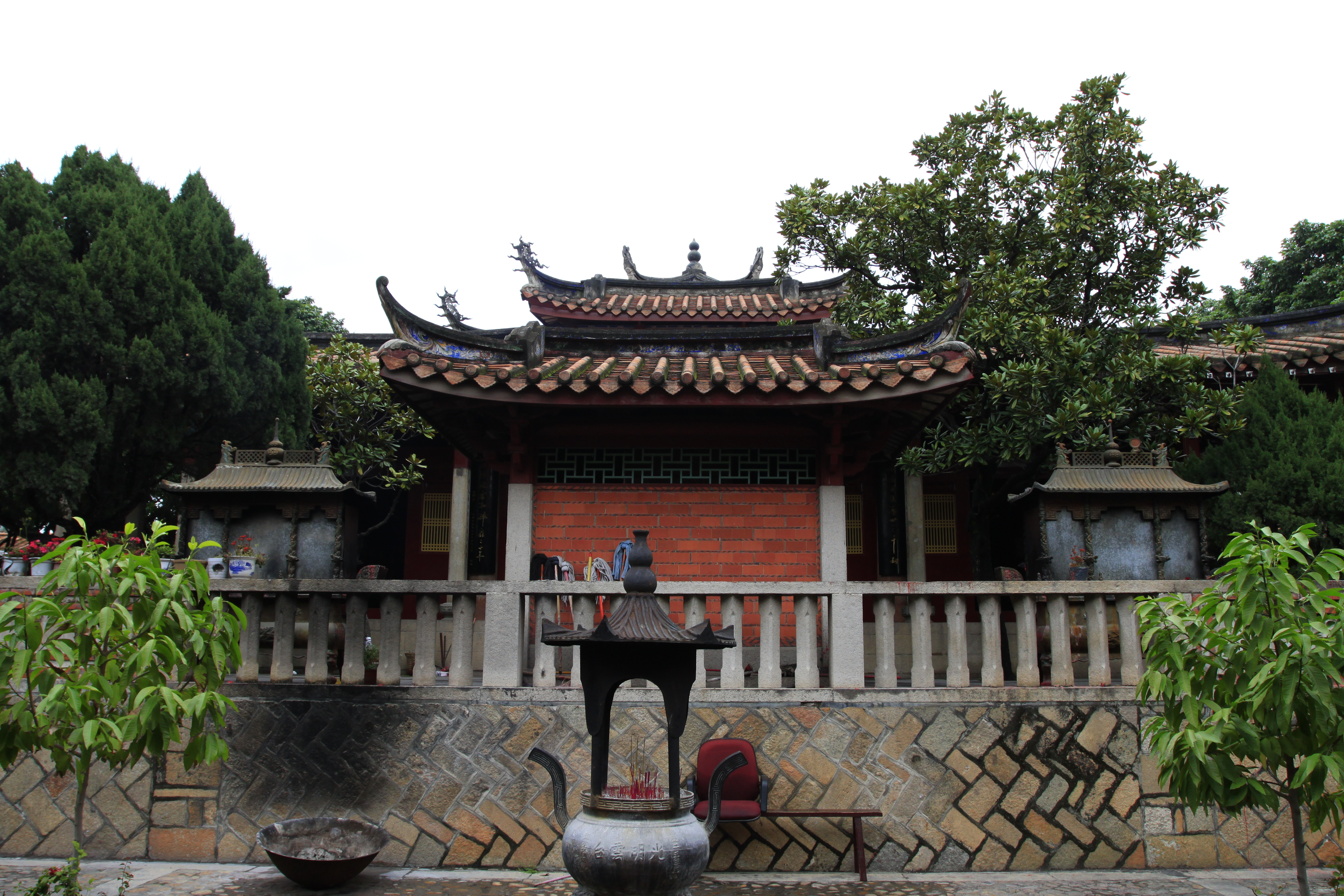
Lato sud dell'Altare dell'Astinenza dal nettare

### Pagoda della Stabilità Imperiale e Pagoda dell'Eterna Virtù
Lungo i lati est e ovest del Tempio del Principio, sono disposte a formare un triangolo con la Sala Mahavira le due pagode. Entrambe le due strutture possiedono base ottagonale e si sviluppano su cinque piani. L'architettura in pietra richiama lo stile dei padiglioni in legno.
I lavori di costruzione della "Pagoda della Stabilità Imperiale" (镇国塔) a est,  iniziarono nel 865 (6º anno del periodo Xiantong, Dinastia Tang. In origine essa era in legno a cinque piani, nel 1227 (3º anno del periodo Baoqing, Dinastia Song Meridionale ) fu convertita in una struttura in mattoni a sette piani. La pagoda in pietra fu eretta tra il 1238 (2º anno periodo jiaxi) e il 1250 (10° periodo chunyou) durante la Dinastia dei Song Meridionali, con un'altezza di 48,24 metri.
A ovest la " Pagoda dell'eterna virtù " (仁寿塔), iniziò la sua costruzione nel 916 (2º anno del periodo Zhenming, Stato dei Liang, Cinque Dinastie). Originariamente si trattava di una costruzione in legno a sette piani dal nome di "Pagoda dell'infinita eternità" (无量寿塔), durante il periodo Chunxi, Dinastia Song meridionale, anch'essa fu convertita in mattoni e assunse il suo nome odierno. L'attuale struttura in pietra fu costruita a partire dal 1228 (1º anno del periodo Shaoding) fino al 1237 (1º anno del periodo Jiaxi), Dinastia Song meridionale, ed è alta 44,06 metri.
Le pagode gemelle del Tempio del Principio rappresentano gli esemplari in pietra più alti della Cina. Le stesse sono sopravvissute al terremoto di Quanzhou di magnitudo otto e a numerosi tifoni durante il periodo Wanli della Dinastia Ming (1368-1644). La coppia è inoltre ricoperta da bassorilievi di squisita fattura.

## Galleria d'immagini

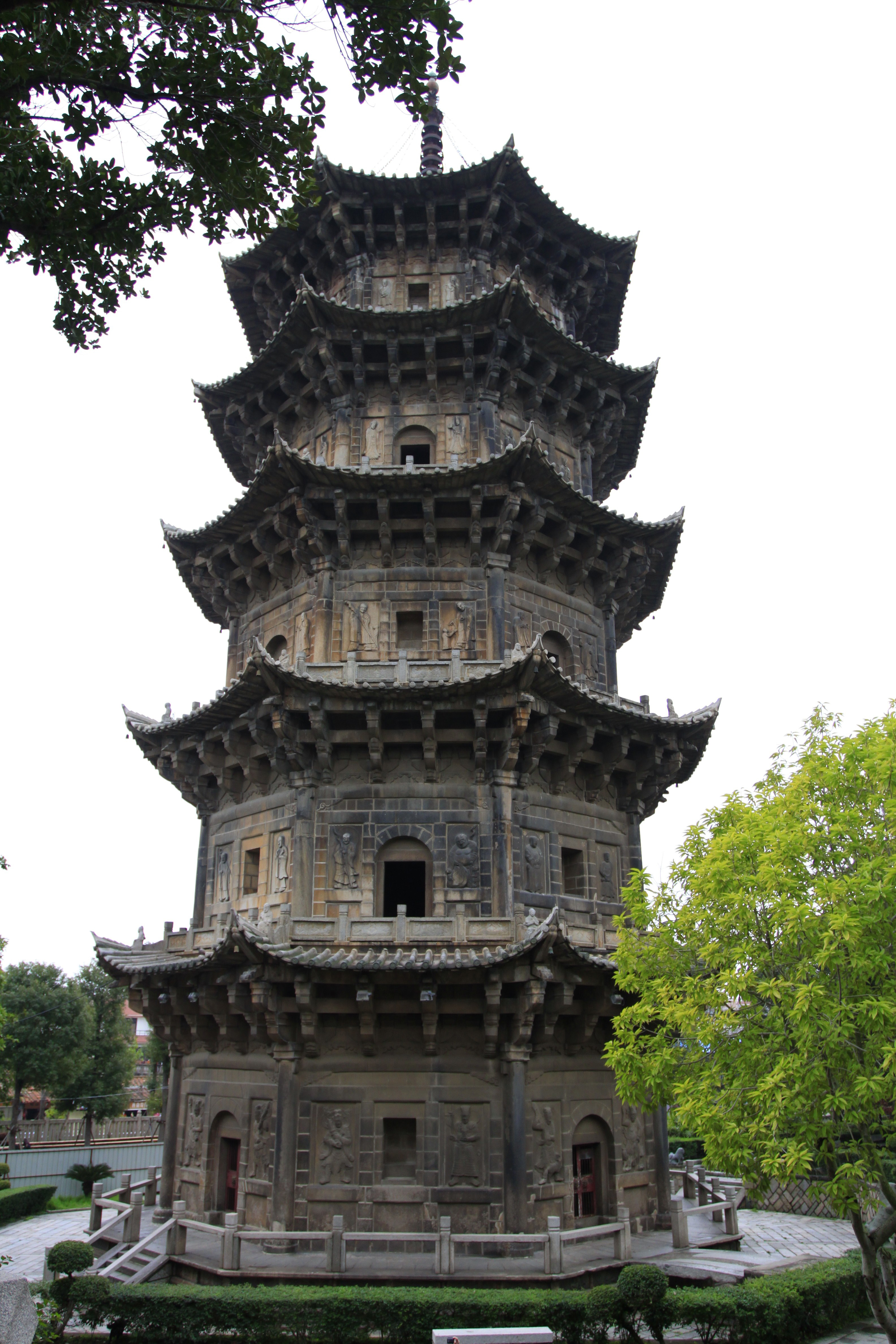
Pagoda della Stabilità Imperiale
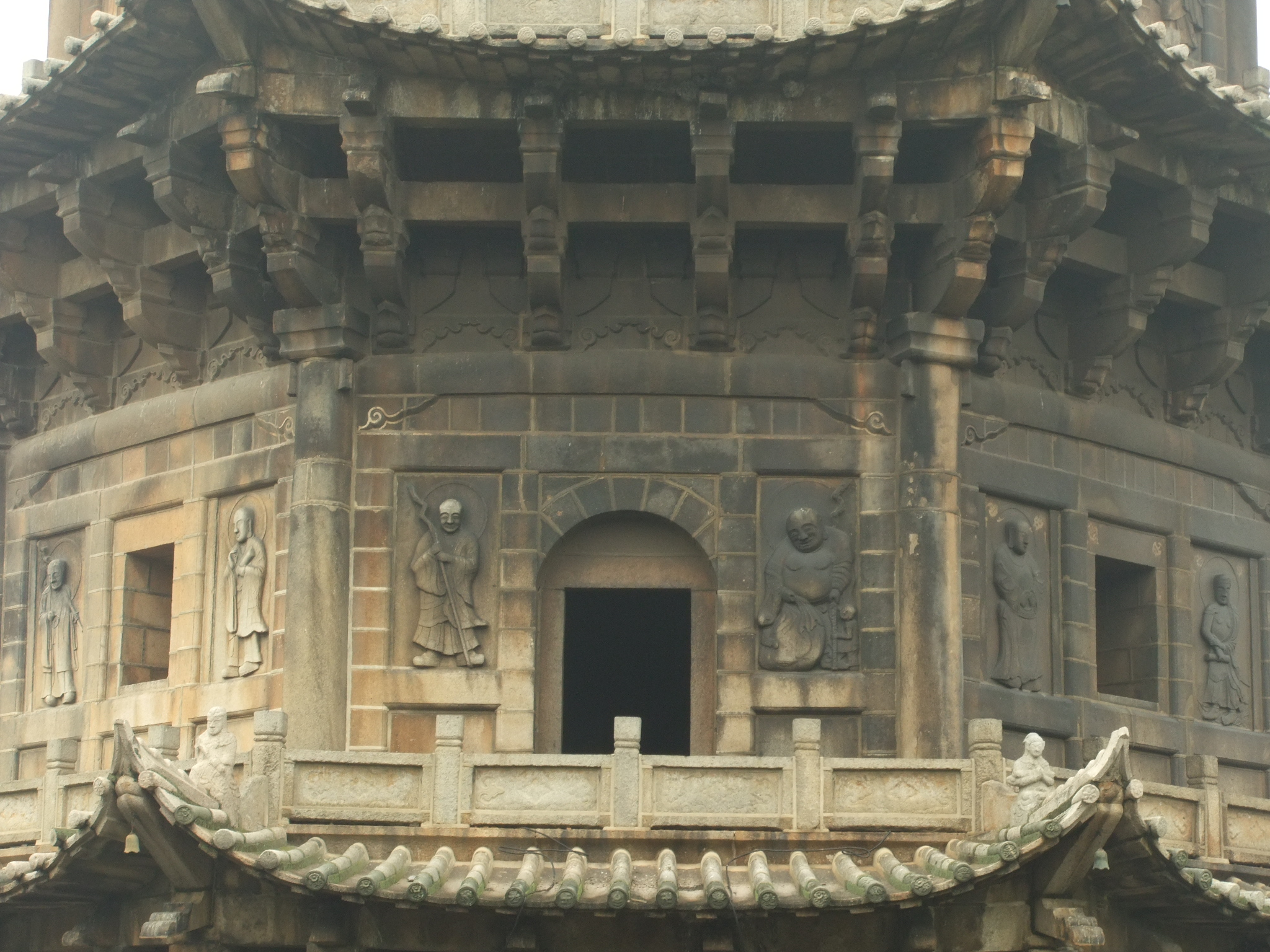
Pagoda della Stabilità Imperiale
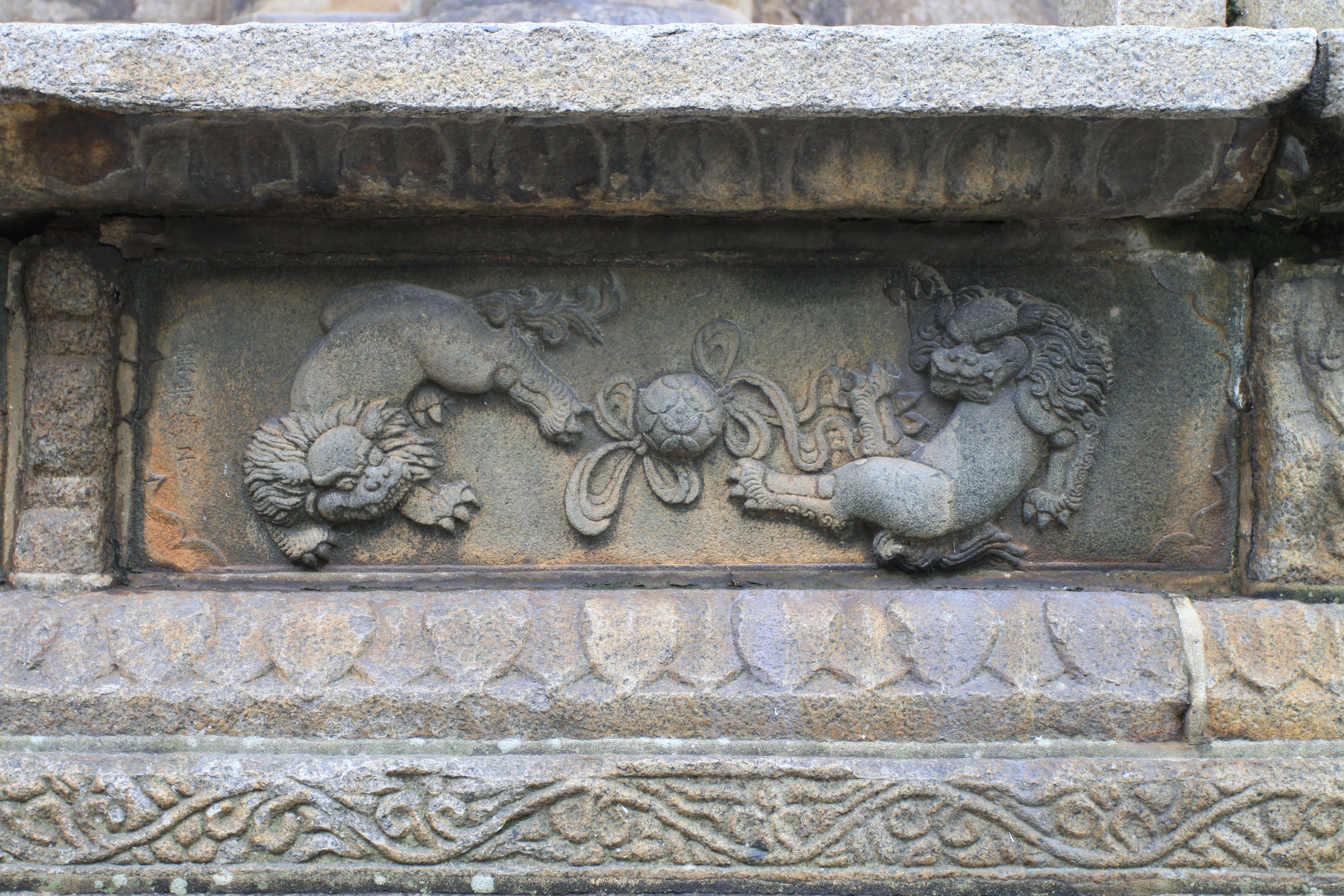
Bassorilievo raffigurante il trono di Sumeru, Pagoda della Stabilità Imperiale
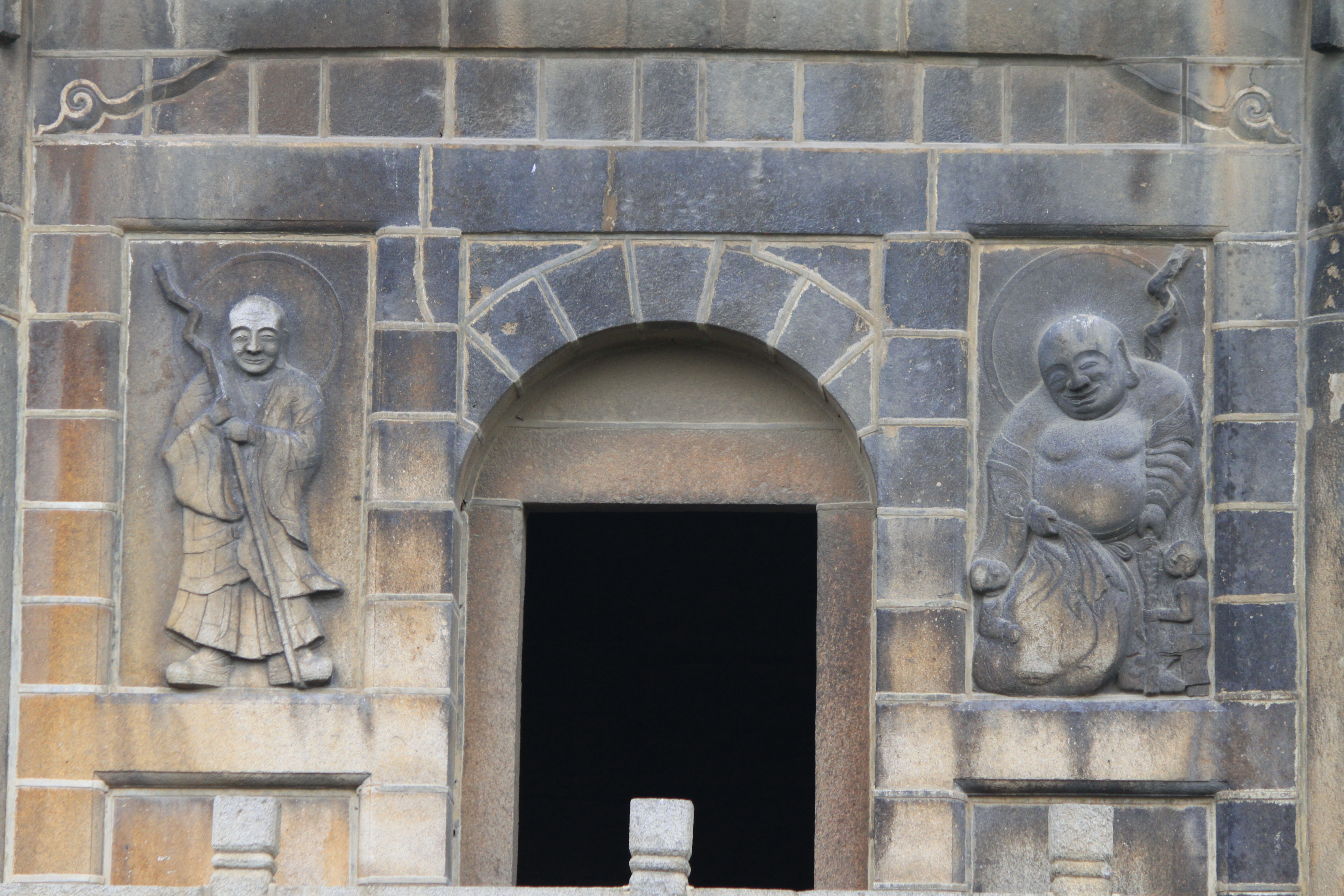
Bassorilievi sulla Pagoda della Stabilità Imperiale
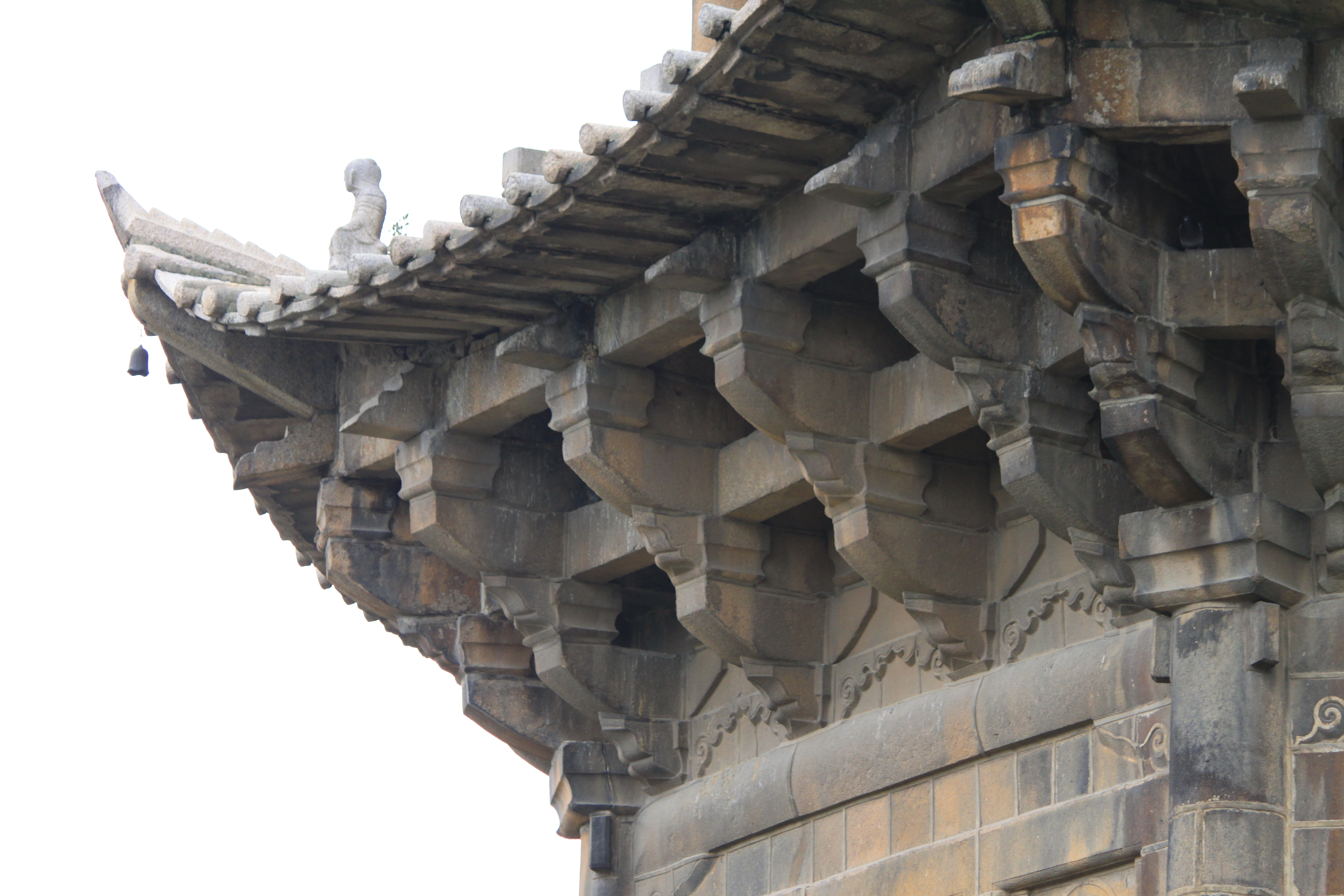
Mensola dougong in pietra che imita il legno, Pagoda della Stabilità Imperiale
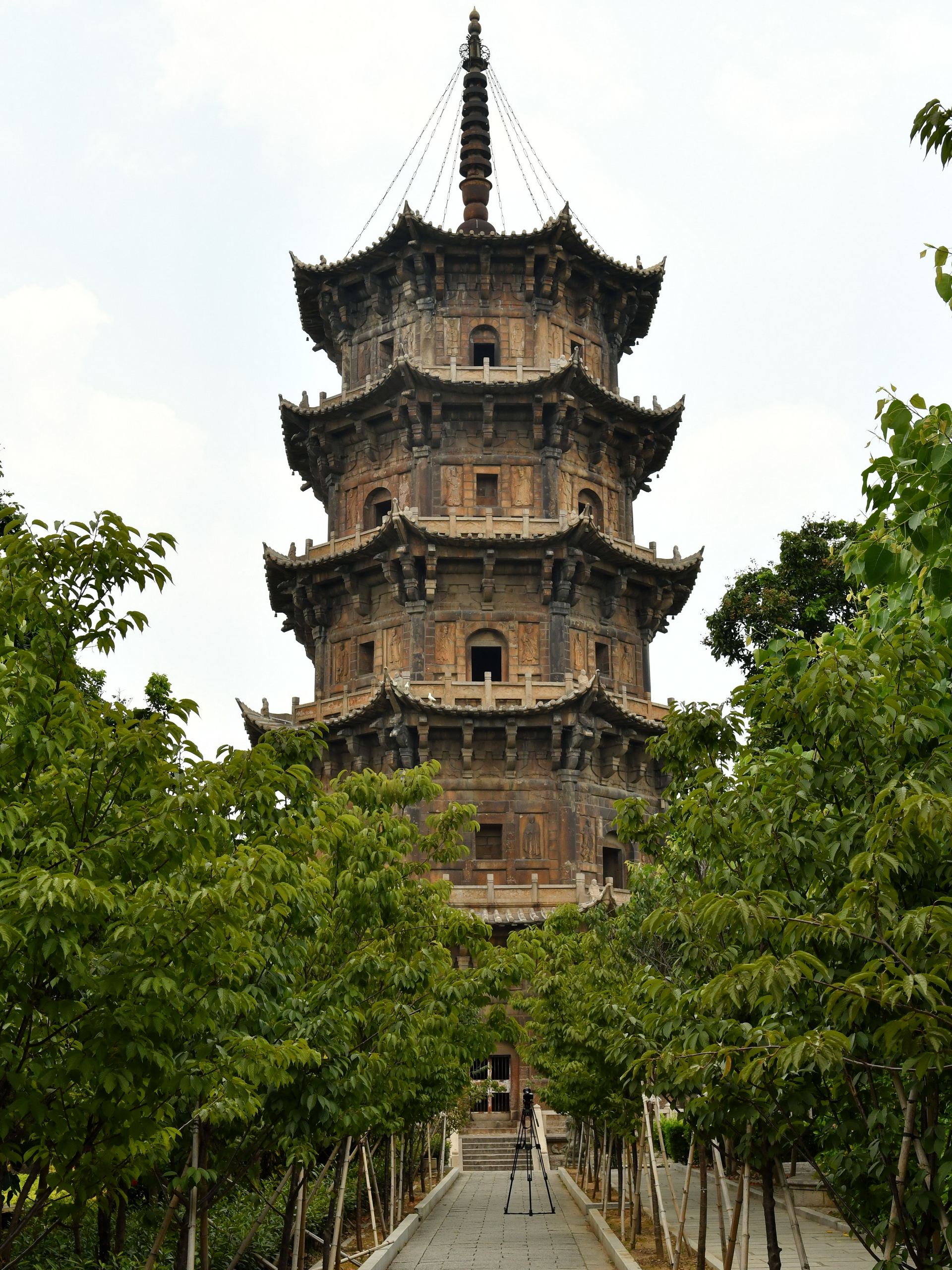
Pagoda dell'eterna virtù
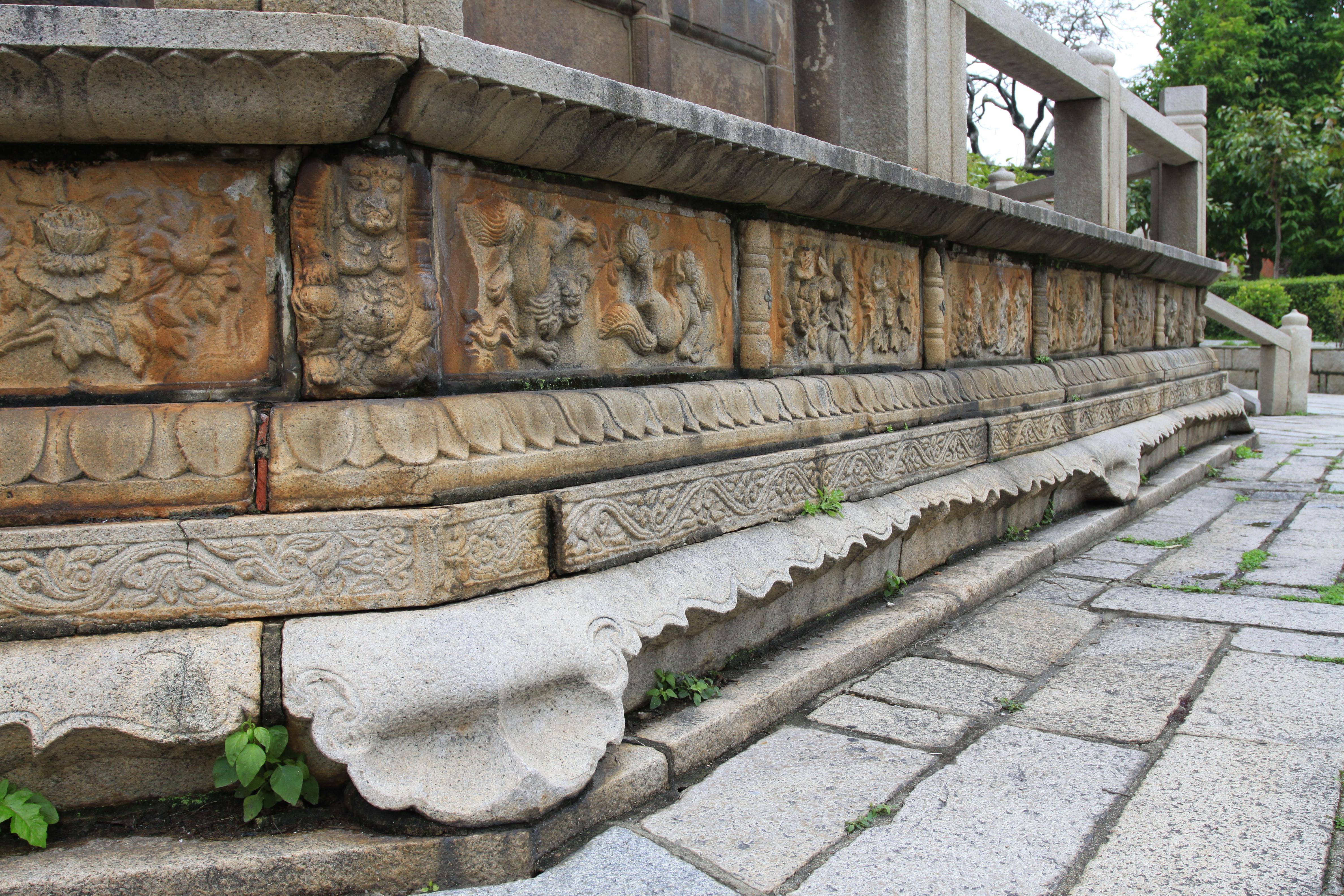
Pagoda dell'eterna virtù
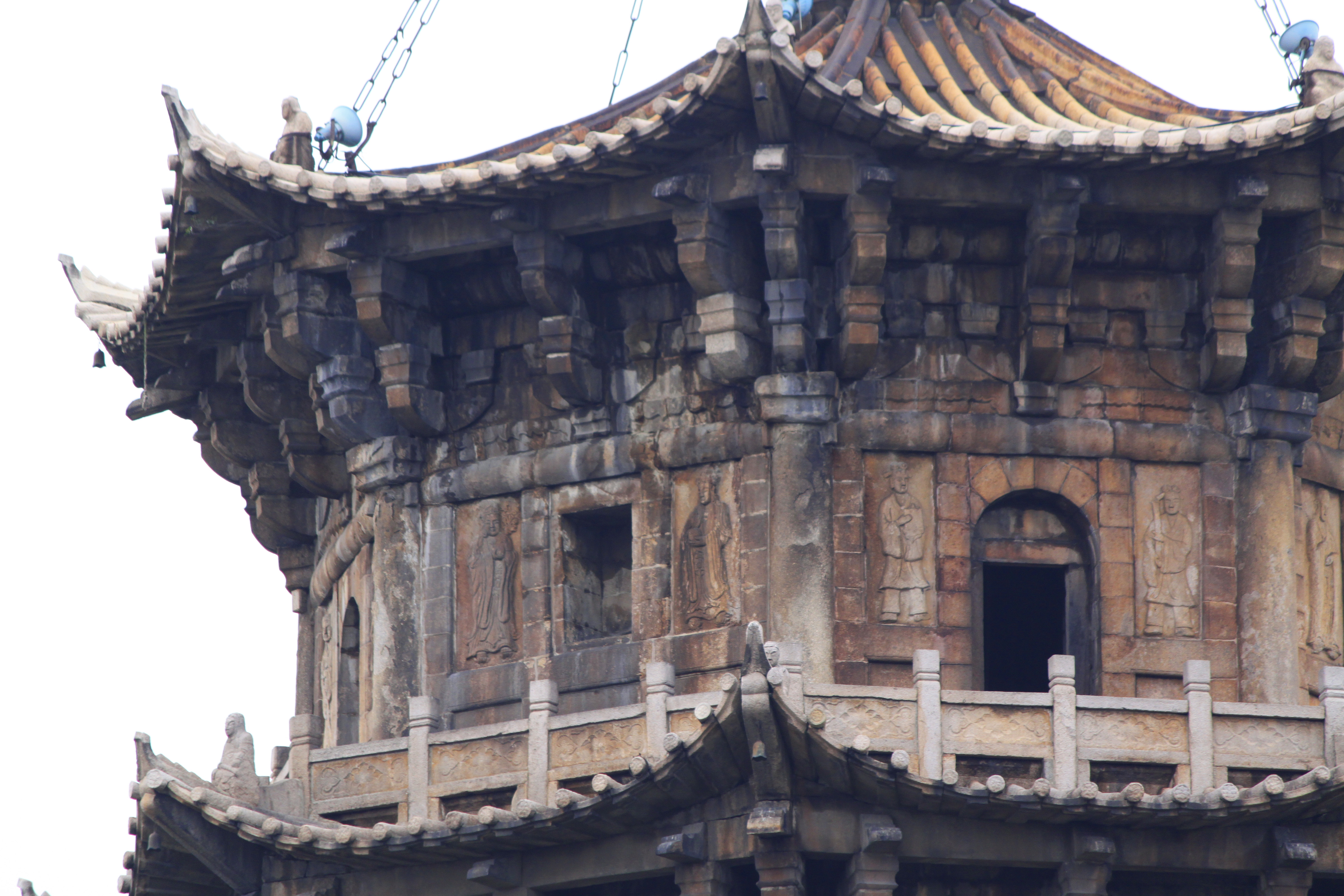
Pagoda dell'eterna Virtù